# Cantone di Thiers
Il Cantone di Thiers è una divisione amministrativa dell'arrondissement di Thiers.
A seguito della riforma approvata con decreto del 21 febbraio 2014, che ha avuto attuazione dopo le elezioni dipartimentali del 2015, è passato da 3 a 13 comuni.

## Composizione
I 3 comuni facenti parte prima della riforma del 2014 erano:
- Dorat
- Escoutoux
- Thiers

Dal 2015 i comuni appartenenti al cantone sono i seguenti 13:
- Arconsat
- Celles-sur-Durolle
- Chabreloche
- Dorat
- Escoutoux
- La Monnerie-le-Montel
- Palladuc
- Saint-Rémy-sur-Durolle
- Saint-Victor-Montvianeix
- Sainte-Agathe
- Thiers
- Viscomtat
- Vollore-Montagne